# Сан-Фелипи
Сан-Фелипи (порт. São Felipe) — муниципалитет в Бразилии, входит в штат Баия. Составная часть мезорегиона Агломерация Салвадор. Входит в экономико-статистический микрорегион Санту-Антониу-ди-Жезус. Население составляет 30 316 человек на 2006 год. Занимает площадь 197,898 км². Плотность населения — 104,7 чел./км².
Праздник города — 29 мая.

## История
Город основан 29 мая 1880 года.

## Статистика
- Валовой внутренний продукт на 2003 год составляет 37 576 327,00 реалов (данные: Бразильский институт географии и статистики).
- Валовой внутренний продукт на душу населения на 2003 год составляет 1853,24 реала (данные: Бразильский институт географии и статистики).
- Индекс развития человеческого потенциала на 2000 год составляет 0,669 (данные: Программа развития ООН).

## География
Климат местности — тропический.